# Starověká egyptská filozofie
Starověká egyptská filozofie patří k nejstarším filozofickým tradicím světa.
Vznik filozofického myšlení ve starověkém Egyptě byl těsně spjat na jedné straně s prvními kroky vědy o světě, tj. s astronomií, kosmologií a matematikou, na druhé straně s mytologií. Filozofie se ještě nevydělila jako zvláštní forma společenského vědomí.
Ve vývoji staroegyptského myšlení můžeme sledovat cestu, jež vede od staroegyptského náboženství k filozofickému výkladu mýtů. Časem se již do mýtů nevkládal náboženský, ale filozofický význam, který původně neměly. Objevují se také díla, která uvádějí v pochybnost náboženskou víru ve věčný život na onom světě. Na rozdíl od hlásání nadsmyslového světa se v těchto dílech mluví o možnosti vybudovat život na tomto světě. Například v klasickém díle staroegyptské literatury Píseň hráče na harfu se tvrdilo, že ze zemřelých nikdo nepřichází, aby vypravoval o záhrobní říši. Nic o ní nemůže říci ani lidský rozum, ani smysly. Není tedy žádný důvod k tomu, uvádí se v tomto díle, abychom věřili báchorkám o existenci jakéhosi druhého světa kromě pozemského. Význam této památky v dějinách lidského myšlení spočívá v tom, že zde poprvé zcela otevřeně zazněla výzva: místo toho, abychom počítali se životem na onom světě, je třeba starat se o své věci na zemi.
V jiné, pozdější literární památce se kritizuje náboženské učení o nesmrtelnosti duše. Říká se zde, že po smrti „člověk zaniká a tělo se mění v prach“. Ten, kdo chce, aby jeho jméno bylo věčné, nesmí se spoléhat na sny o posmrtném životě, ale na své činy na zemi. Ve staroegyptském papyrusu Beseda rozčarovaného se svým duchem se vyjadřuje pochybnost o spravedlnosti existujícího zřízení, v němž vládne násilí, všude se krade, „srdce jsou hrubá a každý člověk bere věci svému bratrovi“.
Ve starém Egyptě byly tedy první počátky filozofického a sociálního myšlení. Ve staroegyptských památkách se v naivní podobě již klade otázka o prazákladu přírodních jevů. Mluví se zde o studené vodě jako o prvopočátku živých bytostí, ale také o vzduchu, jenž naplňuje prostor a přebývá ve všech věcech. Nicméně však filozofické myšlení ve starém Egyptě nedosáhlo úrovně charakteristické pro antickou filozofii. Počátky filozofických názorů starověkých Egypťanů měly určitý vliv na další rozvíjení vědy a filozofického myšlení ve starověkém světě. Jak tvrdil Plútarchos, přejal starověký filozof Thalés právě od Egypťanů myšlenku o vodě jako o prvopříčině a počátku všech věcí.